# Vegafobia
Vegafobia é uma aversão a pessoas vegetarianas e veganas. Foi no século XXI que começou a enquadrar o fenômeno na esfera sociológica e faz sua aparição "vegaphobia". Em 2007, uma pesquisa chamada "Vegaphobia: discurso desproporcional sobre o veganismo em jornais nacionais britânicos" ocorreu no Reino Unido, que examinou 397 artigos que continham os termos "vegano", "veganos" e "veganismo". Isso é o que os pesquisadores descobriram foi que 74,3% dos itens são classificados como "negativos"; 20,2% "neutro" e apenas 5,5% "positivo". Os itens negativos estavam em ordem de frequência: ridicularizando o veganismo; caracterizar o veganismo como ascetismo; afirmando que o veganismo é difícil ou impossível de sustentar; descrever o veganismo como moda; retratar veganos como sentimentalistas; definindo veganos como hostis.
Laura Wright afirma que as organizações de mídia e os discursos mais amplos caracterizam rotineiramente as dietas veganas e destacam situações em que meios de comunicação relatam a morte de crianças de uma 'dieta vegana' em vez da negligência que era a causa real [5]. No entanto, Christophe Traïni escreve que alguns ativistas vegans podem se apresentar "como membros de uma minoria oprimida se rebelando contra a 'vegefobia'"
Na Conferência Internacional de Direitos Animais de 2013, a atriz e produtora Jola Cora discutiu o tema em uma apresentação chamada "Vegafobia, what is it?" (em tradução livre, "Vegafobia, o que é isso?").